# Viabilité des petites populations
 (avril 2023).
La mise en forme du texte ne suit pas les recommandations de Wikipédia : il faut le « wikifier ».
Les points d'amélioration suivants sont les cas les plus fréquents. Le détail des points à revoir est peut-être précisé sur la page de discussion.
- Les titres sont pré-formatés par le logiciel. Ils ne sont ni en capitales, ni en gras.
- Le texte ne doit pas être écrit en capitales (les noms de famille non plus), ni en gras, ni en italique, ni en « petit »…
- Le gras n'est utilisé que pour surligner le titre de l'article dans l'introduction, une seule fois.
- L'italique est rarement utilisé : mots en langue étrangère, titres d'œuvres, noms de bateaux, etc.
- Les citations ne sont pas en italique mais en corps de texte normal. Elles sont entourées par des guillemets français : « et ».
- Les listes à puces sont à éviter, des paragraphes rédigés étant largement préférés. Les tableaux sont à réserver à la présentation de données structurées (résultats, etc.).
- Les appels de note de bas de page (petits chiffres en exposant, introduits par l'outil «  Source ») sont à placer entre la fin de phrase et le point final[comme ça].
- Les liens internes (vers d'autres articles de Wikipédia) sont à choisir avec parcimonie. Créez des liens vers des articles approfondissant le sujet. Les termes génériques sans rapport avec le sujet sont à éviter, ainsi que les répétitions de liens vers un même terme.
- Les liens externes sont à placer uniquement dans une section « Liens externes », à la fin de l'article. Ces liens sont à choisir avec parcimonie suivant les règles définies. Si un lien sert de source à l'article, son insertion dans le texte est à faire par les notes de bas de page.
- La présentation des références doit suivre les conventions bibliographiques. Il est recommandé d'utiliser les modèles {{Ouvrage}}, {{Chapitre}}, {{Article}}, {{Lien web}} et/ou {{Bibliographie}}. Le mode d'édition visuel peut mettre en forme automatiquement les références.
- Insérer une infobox (cadre d'informations à droite) n'est pas obligatoire pour parachever la mise en page.

Pour une aide détaillée, merci de consulter Aide:Wikification.
Si vous pensez que ces points ont été résolus, vous pouvez retirer ce bandeau et améliorer la mise en forme d'un autre article.
La viabilité d’une population désigne la capacité d’une population à se maintenir dans le temps. L’analyse de viabilité des populations (AVP) est l’ensemble des méthodes permettant d’estimer si une population est viable. Une des métriques importantes de l’AVP est la MVP ou « Minimum Viable Population », qui permet de déterminer le nombre minimum d’individus sous laquelle les probabilités d’extinction de l’espèce à long terme sont élevées.
De nombreux facteurs tels que la chute des effectifs, la fragmentation des habitats ou encore l’isolement d’une sous-partie d’une population (effet fondateur) peuvent amener à la formation de populations de petite taille dont la viabilité n’est pas assurée.
La dépression de consanguinité, la dérive génétique, la baisse de valeur compétitive ou les dynamiques populationnelles (Effet Allee) peuvent compromettre la viabilité de ces petites populations et mener à leur disparition.

## Méthode de l'analyse de viabilité des populations (AVP)
« Analyse de viabilité des populations » redirige ici. Pour les autres significations de cet acronyme, voir AVP.
L'analyse de viabilité des populations (AVP) est une méthode d'évaluation des risques pour les espèces fréquemment utilisée en biologie de la conservation. Elle est traditionnellement définie comme le processus qui détermine la probabilité qu'une population s'éteigne dans un nombre d'années donné. Plus récemment, l'AVP a été décrit comme une union de l'écologie et des statistiques qui rassemble les caractéristiques des espèces et la variabilité de l'environnement afin de prévoir la santé de la population et son risque d'extinction. Chaque AVP est spécialement conçue pour une population cible ou une espèce, et par conséquent chaque AVP est unique. Le plus grand objectif de cette méthode est de s'assurer qu'une population donnée est viable à long terme.

## Vortex d'extinction
Le terme de vortex d’extinction désigne une catégorie de modèles utilisés afin de décrire les causes de l’extinction d’une espèce ou d’une population.
La notion de vortex est utilisée pour décrire des phénomènes de boucles de rétroaction au sein d’une population/espèce. Dans le cadre de petites populations, la taille réduite de cette population entraîne des effets délétères sur cette dernière. Ces effets délétères vont amener à une réduction de la population (qui présentait déjà un faible effectif), et donc causer une intensification des effets négatifs, d’où la notion de « vortex ».
Ces effets délétères appartiennent à 3 catégories : facteurs environnementaux, facteurs démographiques, et facteurs génétiques.

## Consanguinité
Dans une population de petite taille, la probabilité que des individus apparentés se reproduisent est élevée (même sous hypothèse de panmixie), amenant à une forte consanguinité de cette population. Une forte consanguinité va causer une diminution du taux d’hétérozygotie (et inversement, une augmentation du taux d’homozygotie) due au fait que des individus génétiquement proches se reproduisent.

### Dépression de consanguinité
La dépression de consanguinité correspond à une diminution de la valeur sélective d’une population due à son fort coefficient de consanguinité. Il existe deux hypothèses principales pour expliquer cette baisse de fitness chez les populations consanguines :

hypothèse de dominance partielle (en)
Sous l’hypothèse de dominance partielle l’augmentation du taux d’homozygotie va permettre une facilitation de l’expression d’allèles récessifs potentiellement délétères Ce phénomène aboutirait à une diminution de la valeur sélective de la population, donc à une dépression de consanguinité.

Hypothèse de superdominance
Sous l’hypothèse de superdominance, le phénotype hétérozygote possède une valeur sélective supérieure aux deux phénotypes homozygotes (phénomène d’hétérosis). La diminution de ces phénotypes hétérozygotes causerait donc une diminution de la valeur sélective de la population, et donc une dépression de consanguinité.
Le rôle joué par ces deux hypothèses est encore débattu. À l’heure actuelle, les recherches semblent montrer que l’hypothèse de dominance partielle serait la cause principale de la dépression de consanguinité. Cependant, quelques publications soutiennent l’hypothèse de superdominance, et même un effet de ces deux hypothèses en même temps,.

#### Conséquences de la dépression de consanguinité
La dépression de consanguinité diminuant la fitness, elle joue sur de nombreux paramètres.
- Affaiblissement du système immunitaire : les individus présentant un taux de consanguinité élevé possèdent souvent un système immunitaire moins efficace que des individus avec un taux d’hétérozygotie plus élevé. Également, une population subissant une dépression de consanguinité sera moins à même de présenter une réponse évolutive aux pathogènes, à cause d'une diversité génétique limitée.
- Effet sur la masse corporelle : la masse corporelle (utilisée comme proxy pour évaluer la santé) peut également être affectée, et être plus basse dans les populations consanguines.
- Diminution de la survie juvénile.

Cependant il existe de nombreux autres exemples d’effets de la dépression de consanguinité (baisse du taux de fécondité, diminution de la survie à la dispersion, changements comportementaux, etc.)
Ces effets affectant la valeur sélective, ils représentent un véritable problème pour les petites populations, pouvant amener à une diminution encore plus importante de la taille de ces populations (voir partie vortex d’extinction),.

#### Effet de purge et diminution de l'effet de dépression de consanguinité
L’effet de purge correspond à l’élimination des allèles récessifs lorsque le taux de consanguinité atteint des valeurs élevées. Cet effet est dû à l’exposition du phénotype récessif délétère à la sélection naturelle.
Dans le cadre de l’hypothèse de superdominance, l’effet de purge n’est pas possible, car les allèles délétères subiront plus les effets de la dérive génétique que ceux de la sélection naturelle.
Cependant sous l’hypothèse de la dominance partielle, l’effet de purge peut se mettre en place, et créer un rebond de fitness malgré une taille réduite de population. Cet effet est particulièrement important si les allèles récessifs exprimés sont létaux, ou diminuent très fortement la fitness. Malgré tout, certaines études semblent montrer que les populations ayant subi l’effet de purge ne sont pas immunisées ou complètement libres de problèmes génétiques. L’effet de purge ayant surtout un effet sur les allèles létaux, dans beaucoup de cas, certains allèles modérément délétères sont tout de même fixés.
Cependant, cet effet de purge est moins important dans des populations de taille très réduite, en raison d’un faible effectif efficace. L’une des conditions pour que l’effet de purge soit important est que le coefficient de sélection d’un allèle soit supérieur à 1/(2Ne) tel que :
{\displaystyle s>1/2Ne}
Ne étant l’effectif efficace (en) de la population, et s le coefficient de sélection de l'allèle considéré. Ainsi, plus Ne est faible, moins l’effet de purge sera efficace,.

## Dérive génétique et variation génétique
Dans les petites populations, contrairement aux grandes populations, la variation des allèles est dominée par la dérive génétique plutôt que par la sélection naturelle. Des allèles délétères auront alors plus de chance d’être fixés. Leur accumulation peut causer une augmentation de la mortalité de la population et donc son déclin ; la population accumulera alors plus d’allèles délétères, ce qui accélérera son déclin : c’est l’un des mécanismes du vortex d’extinction.
La variation génétique est définie au niveau individuel par le pourcentage de loci pour lesquels un individu est hétérozygote et au niveau populationnel par le nombre d’allèles par locus ou par le pourcentage de loci polymorphiques. La variation populationnelle inclut donc la variation individuelle, les deux types de variations sont corrélés. Une diminution de la variation génétique peut se produire par dérive génétique, notamment lors de goulots d’étranglement, ou lors d’événements de consanguinité.
La perte de variation génétique diminue la fitness des individus et de la population à long terme et augmente donc la probabilité d’extinction de la population lors de fluctuations environnementales car l’adaptabilité des individus face aux variations de leur environnement sera réduite.

## Goulot d'étranglement
Lorsqu’une espèce subit une diminution soudaine et sévère de sa population, des problèmes de goulot d’étranglement peuvent apparaître. Ceux-ci se caractérisent par une perte de diversité génétique, liée à la chute des effectifs, et pouvant diminuer les capacités d’adaptation de l’espèce face aux changements de son environnement. Les fréquences alléliques au sein de la nouvelle population se retrouvent modifiées aléatoirement, sans valeur adaptative. Des allèles délétères pour les individus peuvent alors être fixés dans la population, tandis que des allèles à grande valeur adaptative (résistance à un polluant par exemple) peuvent disparaître. La diminution du potentiel évolutif est donc une problématique majeure à long terme pour les petites populations.
La prise en compte du temps de génération des taxons étudiés est importante, notamment en AVP, pour détecter les goulots d’étranglement. Pour certains taxons à temps de génération long, la perte de diversité génétique peut s’observer sur un temps plus long. La taille de l’échantillon et le nombre de loci sont aussi à prendre en compte pour évaluer l’impact d’un goulot d’étranglement sur la diversité génétique d’une population.
De la même manière que pour les phénomènes de consanguinité, les allèles délétères peuvent être purgées grâce à la sélection naturelle au sein des populations qui persistent après un goulot d’étranglement.
Les goulots d’étranglement peuvent entraîner des conséquences à très long terme, même après le rétablissement d’une population de grande taille. Les guépards (Acinonyx jubatus) ont par exemple subi deux évènements de goulot d’étranglement au cours de leur histoire évolutive, il y a respectivement environ 100 000 ans et 12 000-10 000 ans. Il est estimé que ce second évènement a mené à une division par 10, voire par 100, de la diversité génétique des guépards. Par conséquent, la diversité génétique actuelle de l’espèce est 90 à 99% plus faible que celles des autres félins. À cause de ces goulots d’étranglement, les guépards souffrent actuellement d’une très faible fertilité (75% des spermatozoïdes des mâles sont malformés), d’une forte mortalité des jeunes, et d’un système immunitaire défaillant.
Ces faiblesses n’empêchent cependant pas la prolifération des guépards, dont les effectifs atteignaient plusieurs centaines de milliers d’individus au XIXe siècle. Les menaces pesant actuellement sur l’espèce sont majoritairement d’origine anthropique. Cette faible diversité génétique apporte une fragilité supplémentaire, qui peut notamment limiter l’efficacité des mesures de conservation et de réintroduction, menaçant alors le devenir des guépards.

## Compétition
Les espèces d’un milieu sont parfois en compétition pour l’accès à une ressource disponible en quantité limitée. La dynamique des populations de chacune de ces espèces dépendra alors de la compétitivité de celles-ci pour accaparer cette ressource. La valeur compétitive de chaque espèce dépend de très nombreux facteurs, qui pourront varier en fonction de la nature de la ressource, des conditions environnementales, de l’effectif de la population etc. Les équations de Lotka-Volterra expriment ainsi les dynamiques logistiques de deux populations N1 et N2 (d’espèces différentes) en compétition pour l’exploitation d’une ressource,:  
{\displaystyle {\begin{cases}{dN_{1} \over dt}=r_{1}N_{1}\left(1-\left({N_{1}+\alpha _{12}N_{2} \over K_{1}}\right)\right)\\{dN_{2} \over dt}=r_{2}N_{2}\left(1-\left({N_{2}+\alpha _{21}N_{1} \over K_{2}}\right)\right)\end{cases}}}
avec α12 l’effet de compétition de l’espèce 2 sur l’espèce 1, K1 la capacité biotique du milieu, r1 le taux de croissance de la population, N1 l’effectif de la population pour l’espèce 1. Et réciproquement pour α21 , K2, r2 et N2 pour l’espèce 2.
Dans le cas où K1 > K2/ α21 et K2 > K1/ α12 , alors l’effectif de départ des populations a une importance cruciale et déterminera laquelle des deux espèces subira l’exclusion compétitive. Ainsi, la réduction de la taille d’une population peut amener à une perte de valeur compétitive de celle-ci et profitera à ses compétiteurs qui pourraient l’exclure.       
La réduction de la taille de la population peut alors dans certains cas être irréversible, la population ayant perdu de sa valeur compétitive ne pouvant plus retrouver sa distribution initiale à cause de la prolifération de ses compétiteurs (même si la pression ayant mené à cette baisse de population disparaît).
De tels cas de prolifération d’une espèce compétitrice à la suite d’une baisse d’effectifs a notamment été observée par Roemer et al. (2001) dans les Channel Islands de Californie. L’augmentation de la pression de prédation de l’aigle royal (Aquila chrysaetos) sur ces îles a conduit à une chute des effectifs de renard gris insulaire (Urocyon littoralis), endémique de ces îles. Le principal compétiteur, pour la ressource alimentaire, de ce renard sur ces îles est la mouffette tachetée insulaire (Spilogale gracilis amphiala). La chute des effectifs de ce renard a permis aux mouffettes de largement proliférer sur ces îles alors que les renards étaient initialement compétitivement dominants.
À plus large échelle, la prolifération des méduses est une illustration de ce phénomène. La surpêche, depuis le XXe siècle a mené à l’effondrement des stocks de certaines espèces de poissons. Certaines sont des compétitrices des méduses pour l’accès à une ressource alimentaire commune : le plancton. Le déclin de ces compétiteurs a permis à de nombreuses espèces de méduses de largement accroître leurs populations (ce n’est néanmoins  pas le seul facteur, le réchauffement des eaux et l’eutrophisation favorisent aussi le développement des méduses). Or, ces méduses pouvant se reproduire très rapidement, sont capables de saturer le milieu, au point de rendre très difficile le retour des populations de poisson (même en cas d’arrêt total des pêches). Ainsi, la réduction des effectifs des populations de poisson a entrainé une accumulation de compétiteurs, empêchant les petites populations de retrouver leur niche réalisée initiale.
Le déclin local des populations pourrait même amener à un déclin global des populations de poissons à cause de cette accumulation de compétiteurs. Les zones à faible densité de population forment des réservoirs pour les populations de méduse. Or, celles-ci se dispersent via les courants marins. Ainsi, des zones ayant des stocks non détériorés de poissons pourraient subir des arrivées massives de méduses via ces courants, qui excluraient alors progressivement les populations de poissons par saturation du milieu.

## Effets Allee
Un facteur essentiel à prendre en compte dans l’estimation de la viabilité des petites populations est l’effet Allee. En dessous d’une certaine densité ou d’un seuil d’individus que l’on peut appeler limite d’Allee, certaines espèces présentent un taux de croissance par individu négatif du fait d’une baisse dans la reproduction ou dans la survie des individus.
Au sein d’une espèce, cela peut s’expliquer par une baisse des phénomènes de facilitation ou de coopération entre individus. Par exemple, pour de faibles densités de population, la probabilité de rencontre entre partenaires est plus faible et le taux d’accouplement peut donc diminuer. Un faible accouplement entraînera une descendance moindre et donc une densité d’individus encore plus faible, pouvant mener à un vortex d’extinction. La coopération a une grande importance pour les espèces sociales, le succès reproducteur est alors proportionnel à la taille de la colonie car corrélée au taux de survie des jeunes générations.
L’effet Allee peut avoir des répercussions sur les interactions interspécifiques. Par exemple, les parasitoïdes auront du mal à se reproduire à faible densité d’individus mais aussi à faible densité d’hôtes. Une espèce ne subissant pas d’effet Allee peut être influencée indirectement par ce phénomène lorsqu'elle est en interaction avec une autre espèce exposée à cet effet.
Les effets Allee sont d’une importance capitale dans les dynamiques d’invasion des espèces. Les organismes invasifs ne sont capables de se propager que s’ils arrivent avec un nombre minimal d’individus.
Les effets Allee sont au cœur des programmes de contrôle biologique comme la technique de l’insecte stérile (SIT) qui consiste à libérer des mâles stériles à des quantités minimales pour limiter la propagation des insectes nuisibles.

### Effets Allee et dispersion
Dans les modèles de prédiction, le taux de migration entre métapopulations présentant des effets Allee joue un rôle important dans le temps moyen d’extinction. Lorsque la limite Allee (c’est-à-dire la population minimale sous laquelle on observe une diminution des effectifs) augmente, le temps moyen d’extinction diminue (extinction moyenne plus rapide).
Si la population passe légèrement sous la limite Allee et qu’elle a un faible taux de migration entre populations, les probabilités d’extinction de la population au cours du temps augmenteront rapidement. En effet, pour un faible taux de migration, les probabilités d’arrivée de nouveaux individus (qui pourraient refaire passer la population au-dessus de la limite Allee) sont faibles. Au contraire, pour un fort taux de migration, les probabilités d’extinction sont moins impactées par de faibles variations autour de la limite Allee.
Il est donc nécessaire de prendre en compte les effets Allee dans le cadre de la conservation des espèces, et notamment des espèces exploitées par l’Homme. Relâcher la pression anthropique sur les espèces dont les effectifs s’approchent de la limite Allee, afin de permettre à ces populations de se reconstituer et éviter un effondrement. La connaissance des taux de croissance des populations, ainsi que de certaines caractéristiques écologiques comme les taux de migration est indispensable pour une gestion durable,.

## Population Minimum Viable (MVP)
Le concept de MVP soit « minimum viable population » est issu d’une étude pionnière en écologie de la conservation de Shaffer en 1981. Celui-ci définissait une population minimale viable comme la plus petite population en termes d’effectif ayant 99% de chances de se maintenir sur un horizon temporel de 1 000 ans malgré les effets de la stochasticité démographique, environnementale et génétique et des catastrophes naturelles. Il s’agit donc d’estimer un nombre seuil d’individus nécessaire à la persistance d’une population à long terme qui est étroitement lié au calcul de son risque d’extinction sur une période donnée. Franklin (1980) avait proposé un an auparavant, que les populations viables devaient maintenir un effectif efficace de 50 individus à court terme et de 500 individus à long terme. Puis, Soule suggéraient qu’un effectif minimum viable permet de maintenir à 90 % le taux d’hétérozygotie pendant 200 ans afin de limiter les effets de la consanguinité.  Shaffer, lui, a proposé cinq approches possibles pour déterminer les MVP : les expériences, les modèles biogéographiques, les modèles théoriques, les modèles de simulation et les considérations génétiques. Mais il y a rapidement eu débat sur l’applicabilité du concept dans le monde réel. Certaines de ces approches étaient considérées comme non réalisables ou trop indirectement liées au risque d’extinction d’une population. Seuls, les modèles de simulation également connu sous le nom d’AVP (Analyse de Viabilité des Populations), ont été largement utilisés pour estimer les MVP. Ces modèles projettent les populations dans le futur en utilisant des méthodes de Monte Carlo qui sont des méthodes algorithmiques visant à prédire les résultats numériques d’évènements incertains. Ces modèles incorporent ainsi des événements aléatoires comme la stochasticité démographique et environnementale, les effets génétiques de la consanguinité et les catastrophes potentielles afin de produire des probabilités d'extinction des populations sur des périodes données.
Cependant la MVP calculée d’une population est spécifique au contexte écologique dans laquelle elle se trouve. Il est donc trop incertain d’appliquer des MVP calculées au cours d’études antérieures à de nouvelles populations en déclin qui font l’objet de mesure de conservation et ce, même s’il s’agit d’une même espèce. Les études de cas individuelles de MVP ne peuvent pas révéler la forme et la variance de la distribution inter-espèces de MVP et ne permettent donc pas de faire des généralisations utiles pour la gestion des communautés.
Une méta-analyse sur les MVP de Traill, L.W. et al. (2007) tente de fournir un ensemble de référence de MVP à partir duquel les praticiens de la conservation peuvent considérer des effectifs minimums viables pour des espèces particulières lorsque les informations démographiques ne sont pas suffisantes. Parmi les nombreux paramètres utilisés par les différents auteurs pour calculer les MVP, comme la durée de persistance en générations, le sex-ratio ou encore la probabilité de catastrophe, seuls 4 expliquent significativement une grande partie de la variation de la MVP entre les études : la probabilité de persistance sur une période donnée, la durée de viabilité en générations, la prise en compte de la dépression de consanguinité et celle de catastrophes environnementales.        
Ainsi, ces 4 proxy permettent de standardiser les MVP recensées ce qui les rend comparables entre elles. Pour cela, la probabilité de persistance est fixée à 99 % sur 40 générations et la dépression de consanguinité et la probabilité de catastrophe sont prises en compte.        
Cette standardisation des MVP calculées dans la littérature scientifique permet d'obtenir une MVP médiane inter-espèce de 4 169 individus avec un intervalle de confiance à 95 % de 3577 à 5 129 individus.
Parallèlement, l’analyse de l’implication des traits d’histoire de vie et des menaces anthropiques des espèces dans le calcul des MVP n’a pas montré d’effet significatif. Ainsi, les facteurs spécifiques au contexte écologique d’une population, telle que la stochasticité environnementale locale, sont plus pertinents pour déterminer la MVP que les facteurs d'extinction à grande échelle.
Un tableau donnant une estimation de la MVP pour différents groupes d’animaux a ainsi été créé. Il est utilisable par les acteurs de la conservation qui n’ont pas la possibilité de calculer une MVP spécifique. Il est conseillé de prendre la limite supérieure de l’intervalle de confiance de 95 % de MVP par précaution sauf pour les poissons, les insectes et les invertébrés marins car le manque de données rend les résultats non exploitables.

## Variabilité individuelle
La variabilité individuelle, c’est-à-dire les caractéristiques propres à chaque individu ou « hétérogénéités individuelles » doivent parfois être prise en compte dans l'étude de la dynamique de populations, en particulier lorsqu’il s’agit de petites populations.
Chez une petite population réintroduite de Hihi de Nouvelle-Zélande (Notiomystis cincta) par exemple, d’importantes variations individuelles ont été observées pour 3 paramètres (taux de survie, reproduction, et probabilité de détection). Pour cette petite population, un modèle (a) ignorant les variations individuelles s’ajuste mal aux données de reproduction et a une forte déviance (en) pour l'estimation de survie de la population alors qu’un modèle (b) considérant ces variations individuelles est plus représentatif de la réalité.
Un modèle prenant en compte la variabilité individuelle au sein de petites populations (tel que le modèle (b) dans l’exemple ci-dessus) est donc parfois à privilégier. Les prédictions des deux types de modèle peuvent aussi être identiques, tout en permettant des interprétations différentes des dynamiques populationnelles.
Le développement d’outils méthodologiques pour tester la sensibilité des projections démographiques aux variations individuelles est utile pour justifier des mesures de conservation de ces petites populations.
La prise en compte de la variabilité individuelle concerne donc surtout les populations de petite taille et celles présentant de fortes variations individuelles. C’est aussi sur ces populations que les incertitudes des dynamiques de population sont les plus fortes. Ainsi il est plus prudent pour ces populations de se limiter à des prédictions à court terme (quelques années maximum).

## Conservation des petites populations

### Mesures proactives
Les mesures proactives ont pour but d’anticiper des problèmes de viabilité des populations.
Une analyse de la viabilité de la population d’éléphant d’Asie (Elephas maximus) a par exemple été effectuée en Chine, où vivent moins de 250 individus dans des habitats forestiers. Le choix des mesures prises en compte dans l'AVP doit être adapté au contexte écologique de la population étudiée (contexte de fragmentation de l'habitat dans le cas de l'éléphant d'Asie). Dans cet exemple, il s’agissait alors de calculer la diversité génétique contemporaine de la population ; d’essayer de détecter la présence passée d’un goulot d’étranglement ; d’estimer la taille efficace (en) de la population ; et également de simuler la viabilité de la population sur 500 ans.
Le calcul de diversité génétique de la population se fait à l’aide de marqueurs microsatellites. Une diversité génétique faible peut indiquer la présence passée d’un goulot d’étranglement. Deux tests peuvent permettre de détecter des goulots d’étranglement passés. Le 1er test recherche un potentiel excès d’homozygotie et le 2d est un test de distribution de fréquence allélique. Ces deux tests ont conclu à une absence de goulot d’étranglement passé pour la population chinoise d’éléphants.
La taille efficace (Ne) d’une population correspond au nombre d'individus qui participent génétiquement à une population. La méthode du déséquilibre de liaison permet d’estimer la taille efficace d’une population. L’estimation de la taille efficace (Ne) permet de déterminer s’il y a suffisamment d’adultes reproducteurs pour assurer la viabilité de la population. Si la taille efficace est trop faible par rapport à l’effectif total de la population, la viabilité de la population est compromise. La taille efficace est donc une métrique utile en viabilité des petites populations.
La durée pour laquelle la viabilité de l’espèce est testée dépend notamment de l’espérance de vie de cette espèce. Dans le cas de l’éléphant d’Asie, sa durée de vie moyenne est de 70 ans, donc la viabilité de l’espèce a été estimée sur 500 ans.
Dans les petites populations la mort d’un seul individu peut avoir un effet démesuré sur la viabilité de la population, tous les individus n’ayant pas la même importance pour le maintien de la population. Chez l’éléphant d’Asie, qui est une espèce sociale, la perte d’un seul individu femelle adulte entraîne une baisse significative du rendement reproducteur par perturbation de la société. Le sex-ratio est aussi un paramètre important en AVP. Chez les espèces polygynes, le nombre de descendants est principalement déterminé par le nombre de femelles reproductrices. La perte d’une femelle aura alors plus d’impact que la perte d’un mâle à l’échelle de la population. La dépression de consanguinité peut toutefois aussi être un frein à la croissance de la population si l'effectif des mâles est trop faible.
Assurer la viabilité des petites populations passe de manière plus générale par la conservation et la restauration des habitats. La fragmentation des habitats est une des premières menaces sur la viabilité des populations, en créant de très petites populations dans des patchs isolés les uns des autres. L’AVP peut donc être un outil d’aide à la décision permettant de prendre des mesures proactives en vue de protéger les populations.

### Mesures correctives
Une étude sur une petite population de pics à face blanche (Picoides borealis) sur le site de Savannah River en Caroline du Sud a été réalisée en 1993. En 1985, il ne restait plus qu'un couple reproducteur et deux mâles solitaires sur trois sites de regroupement. Pour tenter de sauver la population d'une extinction imminente, le Service des forêts des États-Unis a lancé un programme de translocation (en).  Ils ont évalué la viabilité de la population en projetant sa persistance au cours des 200 prochaines années (modèle VORTEX). Ce modèle réalise des AVP en simulant les variations démographiques de la population en considérant son effectif initial et les traits d’histoire de vie de l’espèce comme le type de fécondation, l’âge à la maturité sexuelle, le sex-ratio etc. Il génère ainsi des nombres aléatoires pour déterminer la survie de chaque individu, la taille des couvées ou encore les niveaux de variations génétiques dans la population. Les effets relatifs de la dépression de consanguinité et des événements environnementaux stochastiques sur la démographie de la population sont également pris en compte.  
Malgré l’augmentation de la population à 25 individus en 6 ans grâce aux translocations, le modèle VORTEX indiquait que cette population avait une forte probabilité d'extinction (entre 68 et 100 %) pour les années suivantes, en l'absence de translocations supplémentaires. Ainsi, cela a permis de soutenir et de continuer le programme de translocation avec comme objectifs d’assurer la survie de la population du site, de maintenir son intégrité génétique et de limiter la perturbation des populations donneuses en étalant les translocations sur 10 ans. Ces dispersions assistées permettent de maintenir au plus haut le taux d'hétérozygotie et limitent les effets de la consanguinité.
La viabilité à long terme d’une population très restreinte comme celle des pics à face blanche de Savannah River est donc possible avec une planification stratégique à long terme. Il existe cependant certaines limites au modèle VORTEX. La mortalité et la fécondité sont définies constantes quel que soit l'âge et une potentielle amélioration du succès reproducteur liée à la présence d’auxiliaires (jeunes oiseaux apparentés au mâle reproducteur qui aident le couple à élever leur progéniture) n’est pas prise en compte. Cela implique que ce modèle ne peut pas fournir des informations totalement réalistes. Il reste cependant assez précis pour servir d'outil d’aide à la décision lorsque des mesures correctives sont établies pour sauver une petite population de l'extinction.